# Climent Riera
Climent Riera (Vic, Osona, 1658 — Cartoixa d'Escaladei, Priorat, 1682) fou un monjo cartoixà, autor ascètic. Fou venerat al seu monestir i a l'orde, però la desamortització va fer oblidar-ne el culte.

## Biografia
Climent Riera nasqué a Vic, fill d'un teixidor vigatà. Començà a estudiar a Vic, on inicià la carrera eclesiàstica i la continuà a Barcelona. En 1676 ingressà a la cartoixa d'Escaladei, on professà el 1678. S'hi va fer conegut per diverses experiències místiques (èxtasis, raptes, visions de la Mare de Déu, etc.) i per la seva habilitat en la direcció espiritual. Això va fer que, tot i ésser només diaca, fos nomenat mestre de novicis.
És autor d'alguns escrits i consells piadosos que no es publicaren, però foren recollits pel seu company de cartoixa Josep Llerins. El manuscrit del segle xvii fou publicat per Jaume Collell, amb el títol Vida del venerable diácono Don Clemente Riera, natural de Vich, monje de la Cartuja de Scala Dei: escrita por un amigo y comprofeso suyo en 1683 (Barcelona: Imprenta de Subirana Hermanos, 1893), i poc després traduït al francès.
En morir en llaor de santedat, fou considerat venerable, i s'atribuïren miracles a la seva intercessió. La desaparició de la comunitat en 1835 va fer que aquest culte incipient quedés oblidat i desaparegués.